# Coenobita variabilis
Il paguro terrestre australiano (Coenobita variabilis McCulloch, 1909) è uno dei due paguri eremiti terrestri nativi dell'Australia.
Esso è diffuso nel Territorio del Nord, nel Queensland e nella parte occidentale dello stato.